# Heilige Apostelenklooster
Het Heilige Apostelenklooster (Armeens: Սուրբ Առաքելոց վանք Surb Arakelots vank) was een Armeens klooster in de provincie Taron van het historische Armenië bij de stad Muş (tegenwoordig Oost-Anatolië, Turkije). Het klooster werd net als honderden andere Armeense kloosters van West-Armenië in 1915 verwoest tijdens en na de uitroeiing van de Armeense bevolking.

## Geschiedenis

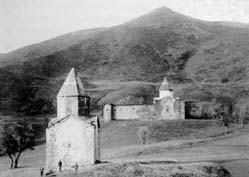
Het klooster vanuit het oosten

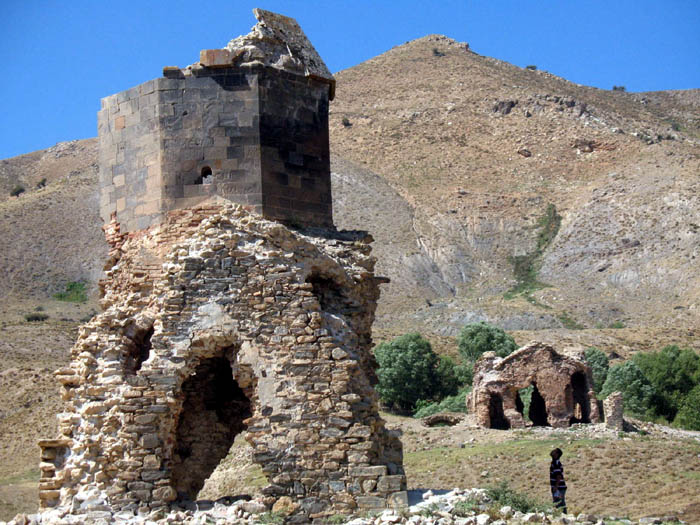
De ruïnes van het klooster (2010)

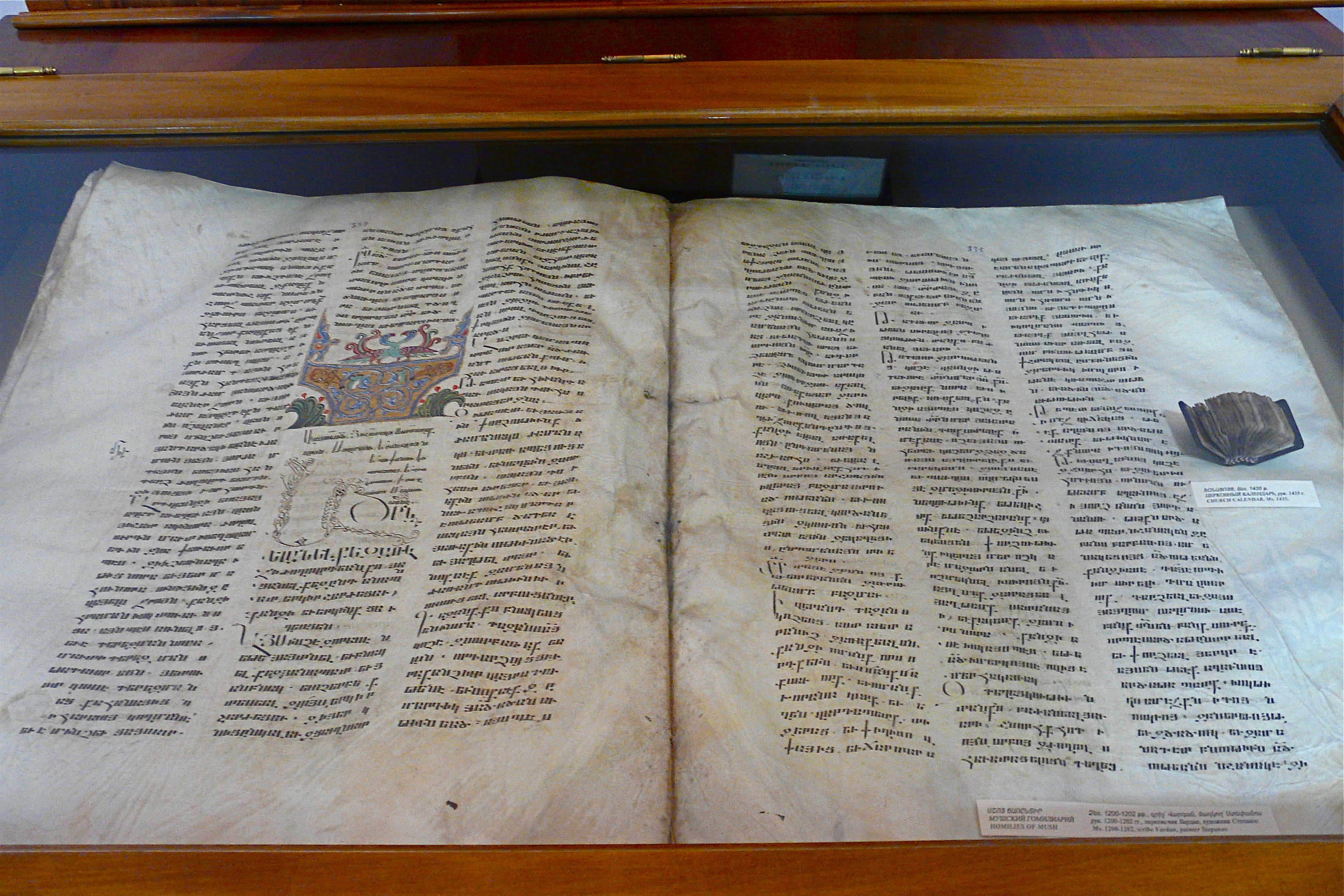
Homiliarium van Muş (1200-1202), tegenwoordig in het Matenadaran, Jerevan

Het Arak'elots-klooster betreft volgens de traditie een stichting van Gregorius de Verlichter uit de 4e eeuw om er de in Rome verkregen relikwieën een plaats te geven. Deze relikwieën, de linkerarmen van de apostelen Petrus en Paulus en de rechterarm van de apostel Andreas, droegen bij aan de tenaamstelling van het klooster. Van de latere gebouwen was echter niets ouder dan de 10e of de 11e eeuw.
Tijdens de herstelde regeerperiode van de Mamikonian groeide het klooster in de post-byzantijnse periode uit tot het belangrijkste culturele en religieuze centrum van Taron. Na het einde van de Mamikonian-dynastie drukken de islamitische overvallen en een wisselende bezetting van het klooster een stempel op haar geschiedenis. Een zekere stabiliteit keerde terug onder het Ottomaanse regime en de welstand nam weer toe, totdat het klooster weer zwaar te lijden kreeg van de Osmaanse-Safawidische oorlog in de 17e eeuw. In de jaren 1660 verwoestte een aardbeving het grootste deel van de kloostergebouwen.
Na de massamoorden op de Armeniërs onder sultan Abdülhamit II in de jaren 1894–1896 resteerden in het geplunderde klooster nog een prior en twee tot drie monniken. Dankzij de relieken bleef het klooster tot de Eerste Wereldoorlog een belangrijk pelgrimsoord.
In het kader van de geplande moord op de Armeense bevolking in 1915-1916 werd het klooster aangevallen en de laatste prior Yovhannes Vardapet Muratian vermoord.
Tot 1960 waren de gebouwen nog in een relatief goede staat. In dat jaar werd het grootste deel van het klooster in opdracht van de overheid opgeblazen. Tegenwoordig resteren er slechts ruïnes.

## Architectuur
Het circa 4 kilometer ten zuiden van Muş op een hoogte van 1750 meter gelegen klooster bestond uit een bijna in de vorm van een grieks kruis gebouwde hoofdkerk met een halfronde apsis en rechthoekige nevenruimten op alle vier de hoeken. In het westen was een soort narthex aangebouwd uit 1555, waarvan het dak door vier vierkante zuilen werd gedragen. Bij de hoofdkerk stonden twee kapellen: ten noorden de Sint-Joriskapel en zuidelijk aan de hoofdkerk grensde de in 1663 gebouwde Sint-Stefanuskapel. Het kloostercomplex was geheel ommuurd. Oostelijk van het klooster bevond zich de kerk van Sint-Taddeüs, een eenschepige ruimte met een centrale achthoekige tamboer.
De walnoten deur van het toegangsportaal van de kerk uit 1134 werd tijdens de Eerste Wereldoorlog door Duitsers geroofd, maar tijdens de Russische bezetting van het gebied in 1916 teruggevonden. Tegenwoordig wordt de deur bewaard in het Museum van de Geschiedenis in Jerevan.

## Manuscripten
Het klooster bezat veel Armeense manuscripten, daaronder het Homiliarium van Muş, het grootste manuscript in het Matenadaran te Jerevan.